# 丛红霞
丛红霞（1958年2月—），吉林长春人，中华人民共和国政治人物。

## 生平
1986年6月，加入中国共产党。1989年11月，任吉林省统计局综合处副处长；1994年9月，任吉林省政府办公厅综合二处副处长。1996年7月，任吉林省政府办公厅综合一处副处长；1996年12月，任吉林省政府办公厅综合一处副处长、调研员；1998年3月，任吉林省政府办公厅综合三处处长。2000年8月，任吉林省政府办公厅综合二处处长；2001年7月，任吉林省政府经济技术协作办公室党组成员、副主任；2008年4月，任吉林省政府副秘书长。2010年4月，任吉林省政府副秘书长，中国吉林东北亚投资贸易博览会执委会秘书长；2013年3月，任吉林省商务厅党组书记、厅长。2017年12月，因涉嫌腐败，被免去吉林省商务厅党组书记、厅长职务。2019年2月，以受贿罪和贪污罪被吉林省中院判处有期徒刑9年，罚金65万元。